# Jericó (Antioquia)

Localização de Jerico no departamento de Antioquia.

Jericó é uma cidade e município da Colômbia, situado na sub-região sudoeste do departamento de Antioquia.
Apresenta uma superfície de 193 quilômetros quadrados e, de acordo com o censo de 2002, conta com 17.751 habitantes.